# Landsdel
Landsdel er en nordisk betegnelse for en del af en stats territorium. Et land kan bestå af flere landsdele eller landskaber. En landsdel kan bestå af flere kommuner.

## Landsdele i Danmark
Betegnelsen landsdel er i dagligdags dansk sprog ikke blevet brugt på den samme konsekvente måde som i Sverige. Derfor er er det ofte usikkert, hvilket geografiske område landsdelsbetegnelserne præcist dækker. Indtil 1960 var Jylland og Øerne de to store landsdele.[kilde mangler] I nogle sammenhænge hørte Bornholm dog ikke med til Øerne. I de senere år har betegnelserne Østdanmark og Vestdanmark vundet hævd – her deler man landet ved Storebælt.[kilde mangler]
Jylland kan opdeles i større landsdele som Nordjylland, Midtjylland, Vestjylland, Østjylland og Sydjylland samt i mindre landsdele som Sydvestjylland og Nordvestjylland. De jyske landsdele har i dagligdags tale ingen præcis afgrænsning, bortset fra Nørrejylland og Sønderjylland, hvor grænsen går ved Kolding Å og Kongeåen.[kilde mangler] Siden 1920 har "De sønderjyske landsdele" været den officielle betegnelse for den danske del af Sønderjylland, og "Syd- og Sønderjylland" har været en fælles betegnelse for Sydjylland og de sønderjyske landsdele.[kilde mangler] Fra april 1974 blev Midt- og Vestjylland brugt som en fælles betegnelse for Viborg og Ringkøbing Amter.[kilde mangler]

### Folketingsvalg
Fra 1920 blev fordelingen af tillægsmandater ved Folketingsvalg opgjort i de tre landsdele:
- Jylland, bestående af Nordjyllands Amt, Viborg Amt, Århus Amt, Ringkøbing Amt, Vejle Amt, Ribe Amt og Sønderjyllands Amt.
- Øerne, bestående af Fyns Amt, Storstrøms Amt, Vestsjællands Amt, Roskilde Amt, Frederiksborg Amt, Københavns Amt og Bornholms Amt samt Ertholmene.
- Hovedstaden, bestående af Københavns Kommune og Frederiksberg Kommune.

I forbindelse med Strukturreformen i 2007 blev disse tre landsdele afløst af tre nye:
- Landsdel Hovedstaden, bestående af samme geografiske område som Region Hovedstaden.
- Landsdel Sjælland-Syddanmark, bestående af Region Sjælland og Region Syddanmark.
- Landsdel Midtjylland-Nordjylland, bestående af Region Midtjylland og Region Nordjylland.

### Statistik
Siden 1. januar 2007 har Danmarks Statistik til statistiske formål anvendt følgende 11 landsdele, der er en underopdeling af regionerne. Denne inddeling er implementeret som en del af EU og Eurostats NUTS-system, hvor regionerne er de geografiske enheder på niveau 2 og landsdelene på niveau 3.
| NUTS-2 | NUTS-2             | NUTS-3 | NUTS-3               | NUTS-3 |
| Kode   | Region             | Kode   | Landsdel             | Landsdelens område |
| DK01   | Region Hovedstaden | DK011  | Byen København       | Københavns, Frederiksberg, Dragør og Tårnby kommuner                                                                                                 |
| DK01   | Region Hovedstaden | DK012  | Københavns omegn     | Albertslund, Ballerup, Brøndby, Gentofte, Gladsaxe, Glostrup, Herlev, Hvidovre, Høje-Taastrup, Ishøj, Lyngby-Taarbæk, Rødovre og Vallensbæk kommuner |
| DK01   | Region Hovedstaden | DK013  | Nordsjælland         | Allerød, Egedal, Fredensborg, Frederikssund, Furesø, Gribskov, Halsnæs, Helsingør, Hillerød, Hørsholm og Rudersdal kommuner                          |
| DK01   | Region Hovedstaden | DK014  | Bornholm             | Bornholms Kommune og Ertholmene |
| DK02   | Region Sjælland    | DK021  | Østsjælland          | Greve, Køge, Lejre, Roskilde og Solrød kommuner |
| DK02   | Region Sjælland    | DK022  | Vest- og Sydsjælland | Faxe, Guldborgsund, Holbæk, Kalundborg, Lolland, Næstved, Odsherred, Ringsted, Slagelse, Sorø, Stevns og Vordingborg kommuner                        |
| DK03   | Region Syddanmark  | DK031  | Fyn                  | Assens, Faaborg-Midtfyn, Kerteminde, Langeland, Middelfart, Nordfyn, Nyborg, Odense, Svendborg og Ærø kommuner                                       |
| DK03   | Region Syddanmark  | DK032  | Sydjylland           | Billund, Esbjerg, Fanø, Fredericia, Haderslev, Kolding, Sønderborg, Tønder, Varde, Vejen, Vejle og Aabenraa kommuner                                 |
| DK04   | Region Midtjylland | DK041  | Vestjylland          | Herning, Holstebro, Ikast-Brande, Lemvig, Ringkøbing-Skjern, Skive, Struer og Viborg kommuner                                                        |
| DK04   | Region Midtjylland | DK042  | Østjylland           | Favrskov, Hedensted, Horsens, Norddjurs, Odder, Randers, Samsø, Silkeborg, Skanderborg, Syddjurs og Aarhus kommuner                                  |
| DK05   | Region Nordjylland | DK050  | Nordjylland          | Brønderslev, Frederikshavn, Hjørring, Jammerbugt, Læsø, Mariagerfjord, Morsø, Rebild, Thisted, Vesthimmerland og Aalborg kommuner                    |

## Landsdele i Norge
Norges fem landsdele er Nord-Norge, Trøndelag, Vestlandet, Østlandet og Sørlandet. De fire sidstnævnte regnes som landsdele i Sør-Norge. Øgruppen Svalbard og øen Jan Mayen, som også er dele af Norge, medregnes ikke til nogen landsdel, da de norske landsdele traditionelt kun knyttes til fastlandet. Hver landsdel består af mellem to og otte fylker.
Navnet Sørlandet blev først brugt af forfatteren Vilhelm Krag i 1902. Før den tid blev området medregnet som en del af landsdelen Vestlandet. Det nye bregreb Midt-Norge har ikke en veldefineret geografisk afgrænsning, men inkluderer oftest dele af Vestlandet og hele Trøndelag, og i enkelte tilfælde også tilgrænsende områder i Nord-Norge og Østlandet.
| Landsdel          | Indbyggertal 1.1.2012 | Areal (km²) | Fylker                                                                    |
| ----------------- | --------------------- | ----------- | ------------------------------------------------------------------------- |
| Nord-Norge        | 470.757               | 112.946     | Finnmark, Nordland og Troms                                               |
| Trøndelag         | 431.340               | 41.270      | Nord-Trøndelag og Sør-Trøndelag                                           |
| Vestlandet        | 1.298.514             | 58.552      | Hordaland, Møre og Romsdal, Rogaland og Sogn og Fjordane                  |
| Østlandet         | 2.499.440             | 94.578      | Akershus, Buskerud, Hedmark, Oppland, Oslo, Telemark, Vestfold og Østfold |
| Sørlandet (Agder) | 285.819               | 16.435      | Aust-Agder og Vest-Agder.                                                 |
| Hele fastlandet   | 4.985.870             | 323.781     |                                                                           |

## Landsdele i Sverige
Nutidens Sverige består af tre landsdele, som hver består af en række landskaber. Götaland udgør den sydlige del af landet, Svealand den midterste del, og Norrland den nordligste del.
| Landsdel | Landskaber                                                                                                   |
| -------- | --- |
| Götaland | Blekinge, Bohuslän, Dalsland, Gotland, Halland, Skåne, Småland, Västergötland, Öland og Östergötland         |
| Svealand | Dalarna, Närke, Södermanland, Uppland, Värmland og Västmanland                                               |
| Norrland | Gästrikland, Hälsingland, Härjedalen, Jämtland, Lappland, Medelpad, Norrbotten, Västerbotten og Ångermanland |

### Historiske landsdele
I 1300-tallet bestod det svenske rige af fire landsdele. Hver landsdel bestod igen af en række landskaber. Landsdelene var Götaland, Svealand og Norrland og Österland (først den sydvestlige del, senere den sydlige del af Finland). På kortet er de ældre dele af Sverige-Finland lysegrønne og de nyere dele mere mørkegrønne. 
I 1809 blev landsdelen Norrland delt mellem Sverige og Finland. Tilsvarende blev landskaberne Lappland og Västerbotten delt mellem de to stater. 
- Opdeling af Sverige i fire landsdele inden Finlands selvstædnighed.
- Opdelingen af Sverige i to stater i 1809.